# 新集镇 (凤台县)
新集镇，是中华人民共和国安徽省淮南市凤台县下辖的一个乡镇级行政单位。

## 行政区划
新集镇下辖以下地区：
郭郢村、王集村、马场村、罗杨村、大庄村、前靳村、东朱村、胡马村、陈巷村、赵庄村、胡岗村、单岗村、曹庄村、靳楼村、姚靳村、朱庄村、叶圩村、常庙村、魏许村、左集村和国投新集能源股份公司社区。